# Misumena frenata
Misumena frenata är en spindelart som beskrevs av Simon 1909. Misumena frenata ingår i släktet Misumena och familjen krabbspindlar.
Artens utbredningsområde är Vietnam. Inga underarter finns listade i Catalogue of Life.